# Partsch (Autobusunternehmen)

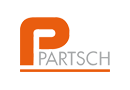
Logo Partsch Autobusunternehmen

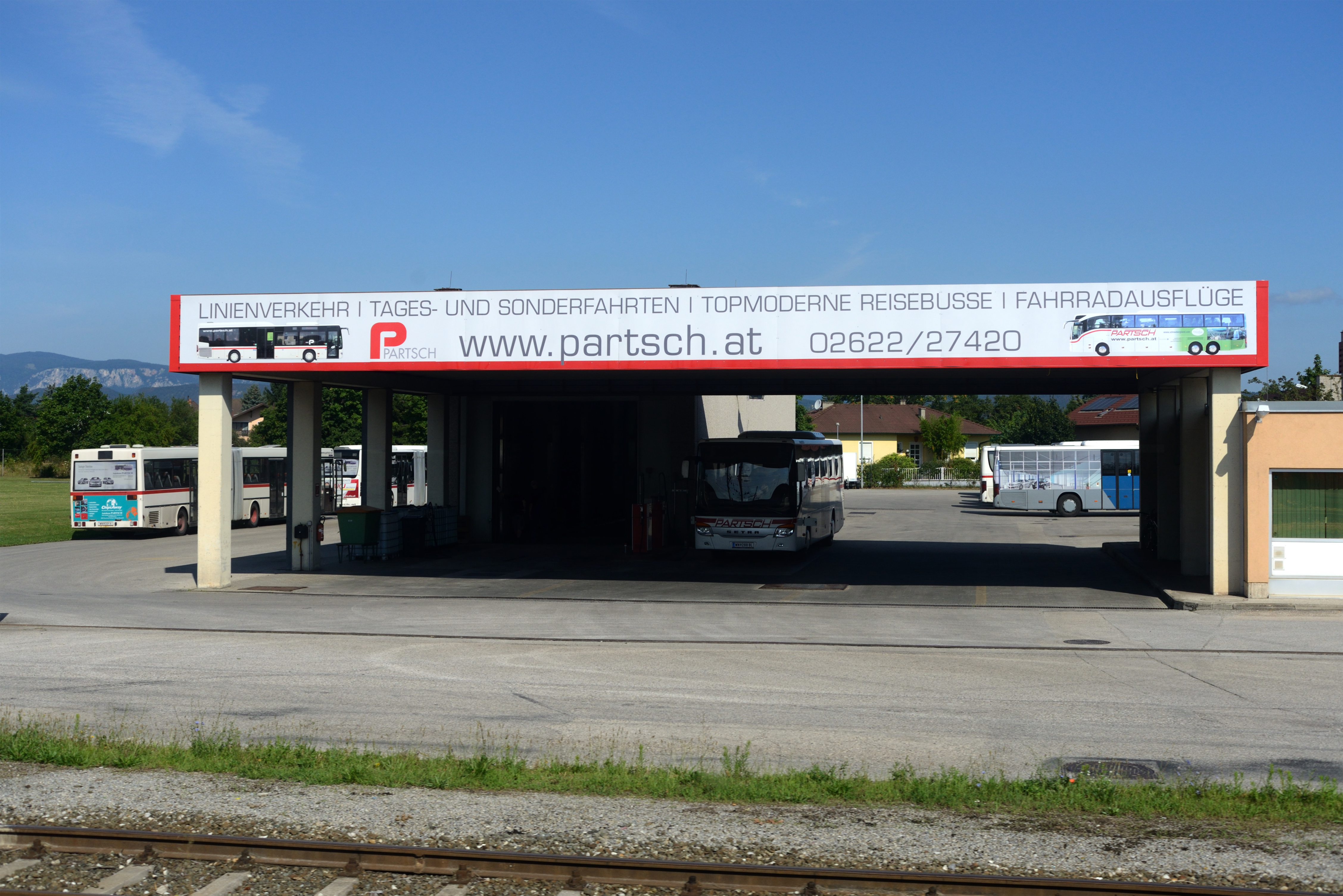
Garage der Firma Partsch in Wiener Neustadt. Im Bild von links: Busse der Typen Mercedes-Benz O 405 G, Citaro GÜ FL und Setra S 415 UL (davon einer in blauer Vollwerbung).

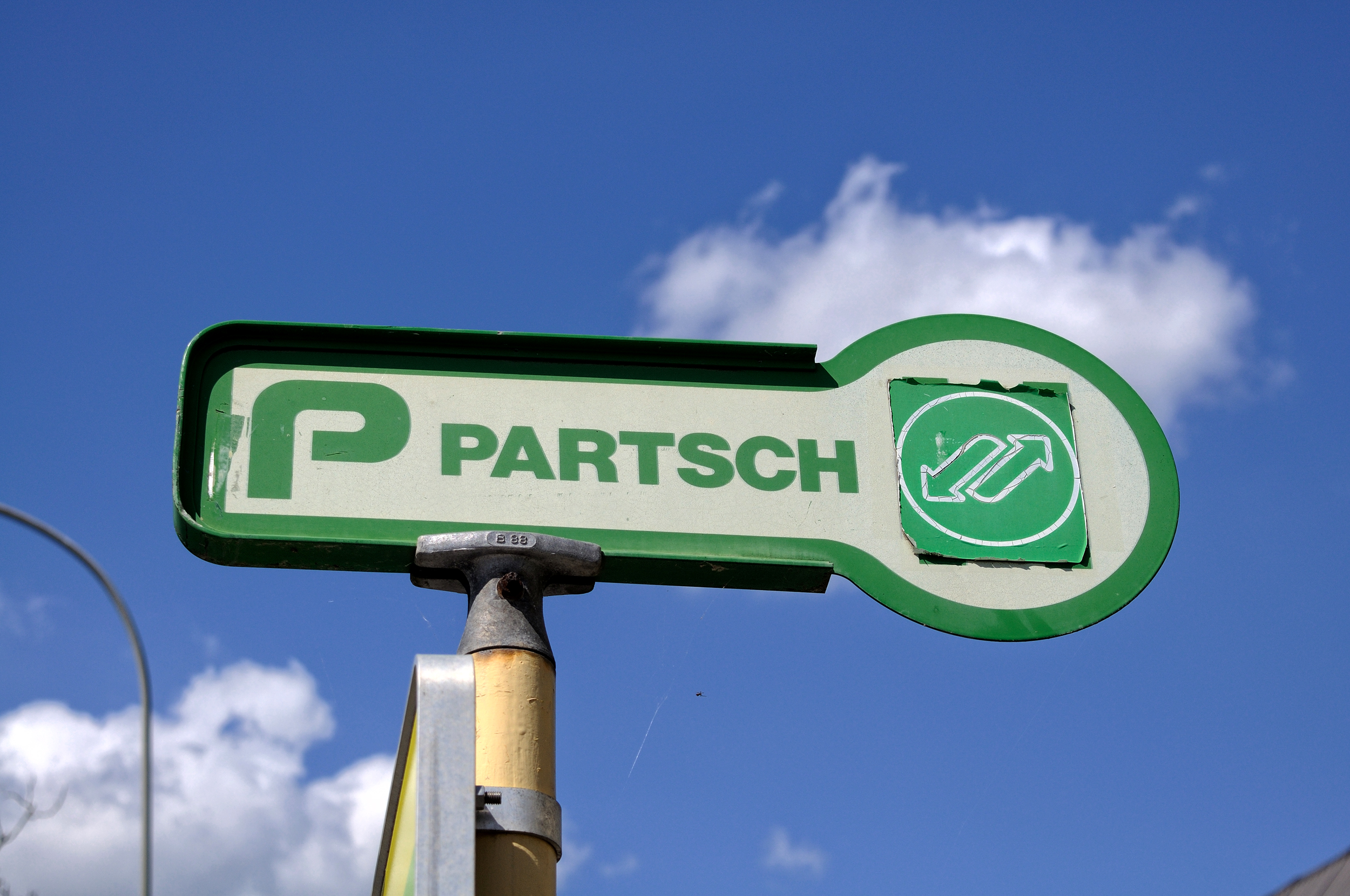
Haltestellenlöffel der Fa. Partsch

Die M. Partsch Verkehrsbetriebe GmbH ist ein Busunternehmen mit Sitz in Wiener Neustadt, das Regionalbusse in den Bezirken Wiener Neustadt, Neunkirchen und Baden und den Stadtbus in Eisenstadt betreibt.

## Geschichte
Am 8. November 1922 wurde die Konzession zum „Betrieb einer Kraftfahrlinie von Wr. Neustadt nach Wiesmath in der Buckligen Welt“ an Firmengründer Maximilian Partsch vergeben. Die Firma Partsch besitzt auch einige Reisebusse und betreibt ein Autohaus in Wiener Neustadt. Bis 2014 hieß das Unternehmen Erste Wiener Neustädter Autobusunternehmung M. Partsch. Seit 2016 betreibt Partsch den Stadtbus in Eisenstadt. Im Regionalbusverkehr ist Partsch seit Sommer 2020 nur mehr als Subunternehmen für andere Busbetreiber unterwegs.

## Ehemalige Linien
Auszug aus ehemaligen Linien mit eigener Konzession (bis Sommer 2020):
- 7841/464: Wiener Neustadt – Enzesfeld – Leobersdorf – Blumau
- 7842/463: Wiener Neustadt – Blumau – Oberwaltersdorf – Baden
- 7842/570: Baden – Ebreichsdorf – Leithaprodersdorf – Eisenstadt
- 7837: Wiener Neustadt – Breitenau – Neunkirchen
- G7840: Wiener Neustadt – Hochwolkersdorf – Kobersdorf – Hollenthon – Landsee (Gemeinschaftsverkehr Partsch – Wiener Neustädter Stadtwerke)
- 7843: Wiener Neustadt – Dreistetten/Gutenstein – Schwarzau im Gebirge
- 7845: Wiener Neustadt – Winzendorf – Muthmannsdorf
- 7847: Wiener Neustadt – Willendorf – Puchberg – Gutenstein
- 7866: Wiener Neustadt – Lichtenegg – Kirchschlag
- 7884: Scheiblingkirchen – Wiesmath
- 7755/H: Wr. Neustadt  – St. Pölten (Gemeinschaftsverkehr Partsch  – Blaguss – BlagussNÖ – WNSKS, im Auftrag der NÖVOG.)

## Fuhrpark
Waren die Partsch einst für ihre alten Busse bekannt, gibt es seit 2010 auch einige moderne Busse in ihrem Fuhrpark.
- Setra S 315 UL (einst 10 Stück, heute sind aber nur mehr 2 vorhanden)
- Setra S 315 NF (in grüner VOR-Lackierung)
- Setra S 415 UL
- Mercedes-Benz O 405
- Mercedes-Benz O 405 G
- Mercedes-Benz O 530-Citaro Low Entry Ü
- Mercedes-Benz O 530 G
- Mercedes-Benz Integro-FL (O 550)